# Аверков, Александр Михайлович
Александр Михайлович Аверков (17 декабря 1924 года, с. Тырновская Слобода, Рязанская губ., СССР — 11 декабря 2000 года, пос. Смоляниново, Приморский край, РФ) — железнодорожник, машинист локомотивного депо. Герой Социалистического Труда. Делегат XXV съезда КПСС.

## Биография
Родился 17 декабря 1924 года в крестьянской семье села Тырновская Слобода Рязанской губернии.
В средней школе окончил 9 классов. Во время Великой Отечественной войны в 1942 году был призван в ряды РККА. Служил матросом-электриком на Тихоокеанском флоте. Демобилизовался в звании старшины в 1947 году. После чего устроился кочегаром в депо Смоляниново. Спустя год стал помощником машиниста. Через два года поступил в Сучанскую техническую школу для обучения профессии машиниста. В 1952 году стал работать машинистом паровоза. В числе первых из работников депо Смоляниново получил право на вождение тепловоза.
4 августа 1966 года Указом Президиума Верховного Совета СССР за выдающиеся успехи, достигнутые в выполнении семилетнего плана перевозок, развития и технической реконструкции железных дорог ему было присвоено звание Героя Социалистического Труда с вручением ордена Ленина и золотой медали «Серп и Молот».
В 1967 году локомотивной бригаде под его руководством было доверено открыть движение на участке Угловая — Находка новой электрифицированной железнодорожной линии Уссурийск—Находка.
В 1976 году был избран делегатом XXV съезда КПСС.
Вышел на пенсию в 1984 году. Проживал в поселке Смоляниново. Умер 11 декабря 2013 года, похоронен на местном кладбище.

## Награды
- Орден Ленина (1966 год)
- Орден Отечественной войны II степени (1985 год)
- Орден «Знак Почета» (1976 год)
- Знак «Почетный железнодорожник»

## Память
В 2014 году на здании эксплуатационного локомотивного депо Смоляниново была установлена мемориальная доска А. М. Аверкова.